# Liga de ciudadanos latinoamericanos unidos
Liga de ciudadanos latinoamericanos unidos (League of United Latin American Citizens) o (LULAC) es un grupo activista en los Estados Unidos. LULAC fue establecido en 1929 en la ciudad estadounidense de Corpus Christi, Texas. LULAC es la organización activista para los latinoamericanos más antigua en los Estados Unidos. Según su sitio en la red mundial, tiene aproximadamente 150.000 miembros. 

## Apoyadores destacados
- César Chávez, activista mexicoestadounidense
- Hillary Clinton, senadora estadounidense
- Bill Clinton, expresidente estadounidense
- Elvis Crespo, cantante
- Marisol Deluna, diseñadora
- Gloria Estefan, cantante
- Jesse Louis Jackson, activista afrodescendiente
- Nancy Pelosi, presidente de la Cámara de Representantes de los Estados Unidos

## Presidentes
- John J. Herrera, 1952-1953
- Hector M. Flores
- Rosa Rosales, Actual